# Bow Street
Bow Street – ulica w centralnym Londynie, na terenie gminy City of Westminster, w dzielnicy Covent Garden. Przy ulicy mieści się gmach Royal Opera House. Dawniej ulica była silnie związana z policją i sądownictwem.

## Historia
Ulica została zbudowana w latach 1633–1677. Jej nazwa (dosł. „ulica łukowa”) nawiązuje do jej kształtu. W XVII i XVIII wieku stanowiła popularne miejsce zamieszkania osób z wyższych sfer społecznych. Urodził się tu polityk i biliofil Robert Harley (1642), a zamieszkiwali – snycer Grinling Gibbons (w latach 1678–1721), wydawca Jacob Tonson (1707), dramaturg William Wycherley (1715), aktorzy David Garrick i Peg Woffington (1742–1744) oraz Charles Macklin (1743–1748), pisarz Henry Fielding (1749–1753), sędzia pokoju John Fielding (1754–1780), dyrektor teatralny John Rich (1754–1761) oraz pisarz i leksykograf Samuel Johnson.
W 1732 roku przy Bow Street został otwarty teatr Covent Garden Theatre, później zastąpiony przez gmach Royal Opera House. Pod nr 1 mieściła się w latach 1671–1749 kawiarnia Will′s Coffee House uczęszczana przez pisarzy, m.in. Samuela Pepysa, Johna Drydena, Johna Gaya, Alexandra Pope′a, Josepha Addisona, Richarda Steele′a, Jonathana Swifta, Samuela Johnsona i Williama Wycherleya. Na początku XIX wieku ulica znana była z mieszczących się przy niej domów publicznych.
W latach 1740–2006 przy ulicy mieścił się sąd niższej instancji (magistrates′ court). W 1749 roku z inicjatywy sędziego Henry′ego Fieldinga sformowana została tu pierwsza w historii Londynu profesjonalna służba policyjna, członkowie której zyskali przydomek Bow Street Runners. Rozformowana w 1839 roku, kiedy pełnię jej obowiązków przejęła utworzona 10 lat wcześniej Metropolitan Police. Ta ostatnia utrzymywała komisariat policji przy Bow Street od 1829 do 1992 roku. Obecnie mieści się tu muzeum policyjne.
W marcu 1919 roku na ulicy doszło do zamieszek z udziałem amerykańskich, kanadyjskich i australijskich żołnierzy, którzy przebywali w Londynie po zakończeniu I wojny światowej. Według doniesień ówczesnej prasy, prawdopodobnie wyolbrzymionych, brało w nich udział 2000 osób. Ich przyczyną było aresztowanie trzech Amerykanów, po tym gdy odmówili policjantowi zaprzestania gry w kości. Wydarzenie zyskało miano bitwy na Bow Street.

## W kulturze
Bow Street pojawia się na standardowej, brytyjskiej wersji planszy do gry Monopoly w tej samej (pomarańczowej) grupie co dwie inne ulice słynące niegdyś z obecności policji – Vine Street oraz (Great) Marlborough Street.